# Christina Broom
Pour les articles homonymes, voir Broom.
Christina Broom, née Livingston, (28 décembre 1862 - 5 juin 1939) est une photographe écossaise, reconnue comme « la première femme photographe de presse du Royaume-Uni ».

## Biographie
Les parents de Christina Livingston sont écossais, bien qu'elle soit née à Chelsea, un quartier de Londres. Elle est la septième d'une famille de huit enfants. Son père est Alexander Livingston (1812-1875), un maître bottier et sa mère Margaret Fair (1826-1884).
Elle épouse Albert Edward Broom (1864-1912), en 1889. Ils ont une fille, Winifred Margaret, née le 7 août 1890, à leur domicile, à Fulham. En 1903, à la suite de l'échec de l'entreprise familiale de quincaillerie et d'autres entreprises commerciales, mais aussi peut-être parce qu'Albert avait été blessé, lors d'un match de cricket, avec une lésion de l'os du tibia, en 1896, qui ne guérit pas, ils ouvrent une papeterie à Streatham, qui ne marche pas et qu'ils abandonnent,.
Ayant alors besoin d'une source de revenus, Christina Broom emprunte un appareil photographique et apprend les rudiments de la photographie. Elle installe un stand aux Royal Mews du palais de Buckingham, vendant des cartes postales de photographies qu'elle a prises. Elle tient ce stand de 1904 à 1930,.
Lorsque la famille déménage à Burnfoot Avenue, elle utilise la cave à charbon comme chambre noire. Elle est assistée par Winifred, sa fille, qui a quitté l'école pour l'aider. Albert écrit les légendes des cartes postales, de son écriture soignée. Les cartes postales se vendent bien : en une seule séance nocturne, Christina Broom en imprime mille.
Elle est nommée photographe officielle de la Household Division, la garde royale britannique, de 1904 à 1939 et dispose d'une chambre noire à la caserne de Chelsea (en). Elle prend également de nombreuses photos de scènes locales, dont celles du palais, ainsi que la course The Boat Race et des marches de suffragettes. On ne sait pas si elle a sympathisé avec la demande du vote des femmes, mais il se peut que Broom ait plutôt vu l'importance historique d'enregistrer les événements. Elle a aussi pris des photos publicitaires du Women's Sunday, en 1908. Elle photographie également la marche de masse du 23 juillet 1910, où 10 000 femmes se sont rassemblées et prend en photo le groupe irlandais, habillé en vert. Le 26 juillet 1913, elle photographie les femmes pèlerines qui marchent de Carlisle à Londres, pour soutenir les suffragettes modérées. Broom a pris des photos de suffragettes, lors d'événements et de marches, ainsi que des clichés plus informels tout au long de leur campagne. Elle a également pris des photos du spectacle de l'église locale, à Fulham, en 1909, et du spectacle de l'armée dans l'enceinte du palais de Fulham, en 1910.
Albert meurt en 1912 et Christina et Winifred déménage à Munster Road à Fulham. Christina Broom prend pour nom professionnel Mme Albert Broom. Christina et Winifred continuent à photographier des bâtiments remarquables et des personnes dans des scènes informelles et plus formelles, en plein air, ce qui est rare vu la quantité d'équipement nécessaire. La santé de Christina Broom est affectée par de graves maux de dos et Winifred doit parfois la pousser, en fauteuil roulant, jusqu'à la caserne pour faire son travail.
Dans les années 1920 et 1930, son travail a été présenté dans des publications telles que le Daily Sketch, l'Illustrated London News, The Tatler, The Sphereand Country Life. Elle a pris des photos de chevaux royaux, d'événements et de la vie quotidienne, ainsi que de son armée et de ses reportages officiels.
Christina et Winifred ont elles-mêmes été photographiées, à la réception du maire, à l'hôtel de ville de Fulham, en 1934, et lors de la course de bateaux en 1936. Broom est photographiée pour la dernière fois en train de se détendre, pêchant à Margate, peu avant sa mort.

## Décès et héritage
Christina Broom meurt le 5 juin 1939. Elle est enterrée dans le vieux cimetière de Fulham. Winifred a contribué à la sauvegarde des négatifs de Christina en les faisant héberger dans des institutions publiques. La reine Mary de Teck, elle-même photographe, a déclaré qu'ils étaient « pour la postérité, là où les gens peuvent aller regarder des tirages quand ils ont plus de loisirs ».
En 36 ans de travail, Christina Broom a pris, au total, 40 000 photographies.
Les collections de photographies de Broom sont conservées au musée de Londres, à la National Portrait Gallery, à l'Imperial War Museum, au musée national d'Écosse, au Royal Maritime Museum, à Greenwich, au The Guards Museum, à la bibliothèque du borough royal de Kensington et Chelsea, aux archives du borough londonien de Hammersmith et Fulham, au National Army Museum, à la Maidstone Art Gallery dans le Kent, au Harry Ransom Center (en) et à la collection Gernsheim de l'université du Texas, tous deux à Austin (Texas) aux États-Unis.
Une partie de son travail est exposée à la National Portrait Gallery, en 1994, dans le cadre de l'exposition Edwardian Women Photographers.
Le 17 décembre 2009, une collection de quelque 2 000 de ses photographies, principalement de sujets militaires, devait être mise en vente aux enchères chez Sotheby's, à Londres. La collection devait atteindre les 35 000 £. Elle n'est pas vendue et est acquise, à titre privé, par le musée de Londres.
En juin 2015, le musée ouvre une exposition de ses photographies intitulée Soldats et suffragettes. Les commentateurs notent la qualité des images imprimées à partir des plaques originales, en témoignage de Christina Broom, une photographe autodidacte audacieuse qui a le sens de l'image.
L'université de Birmingham a fait référence au travail de Christina Broom, dans le cadre d'une rétrospective, de 2017, sur Käthe Buchler, une photographe allemande, capturant la vie chez elle, pendant la Première Guerre mondiale.

## Galerie

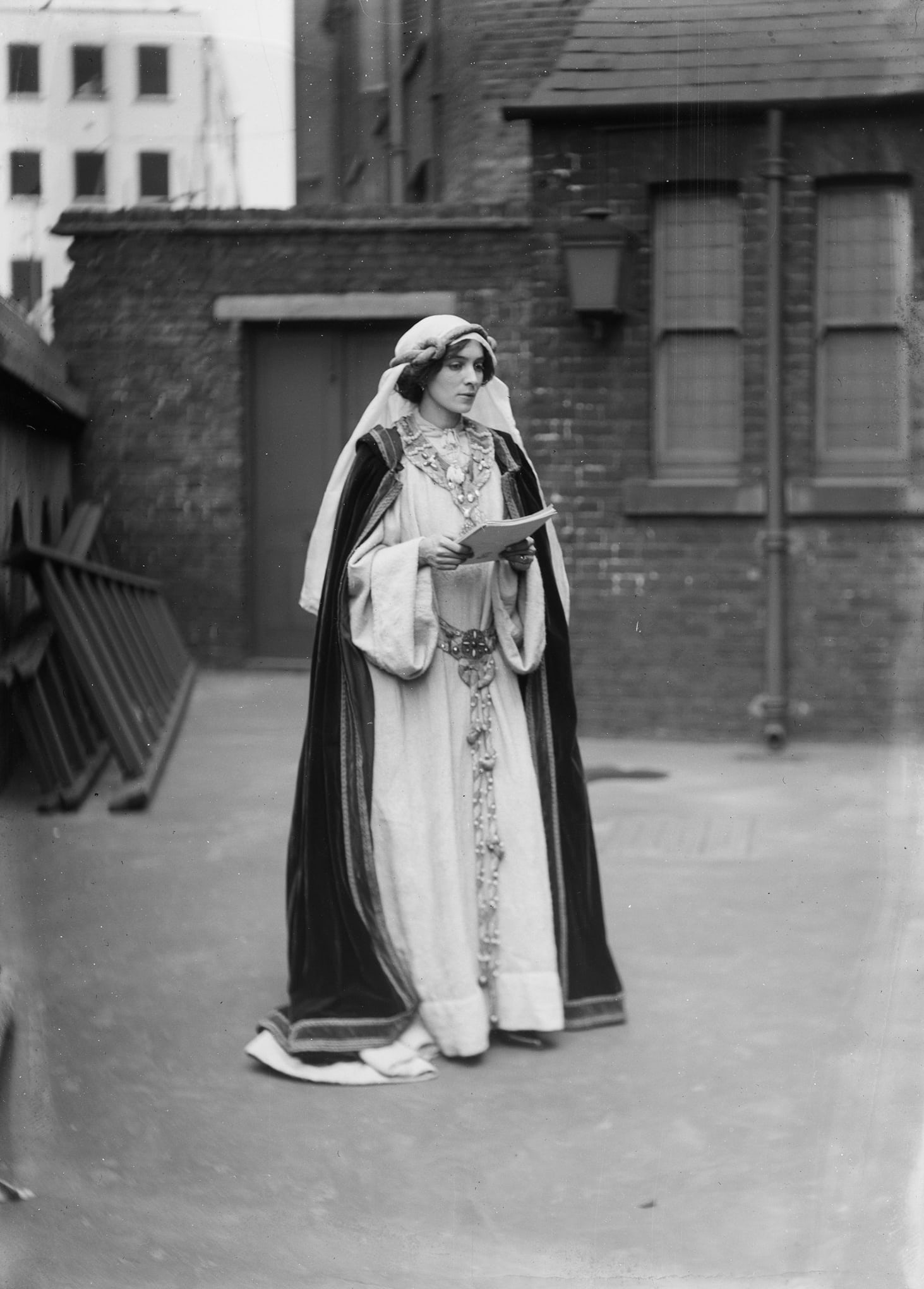
Suffragette en costume (1909)
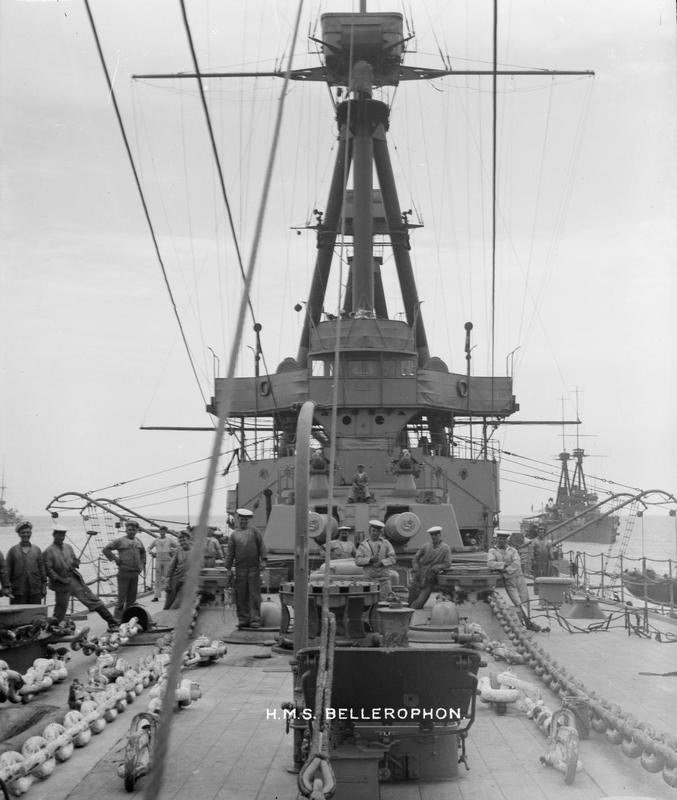
Le HMS Bellerophon (avant 1914)
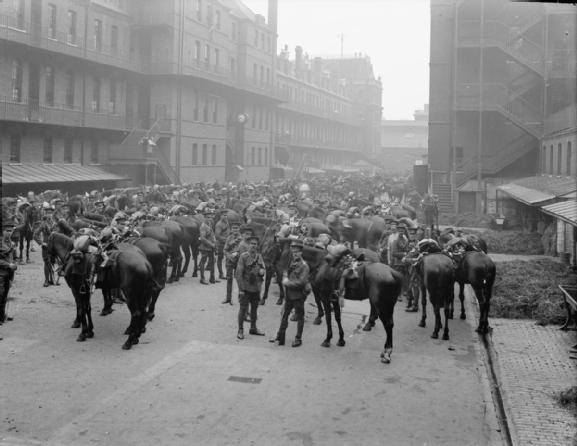
Gardiens de la paix (1914)
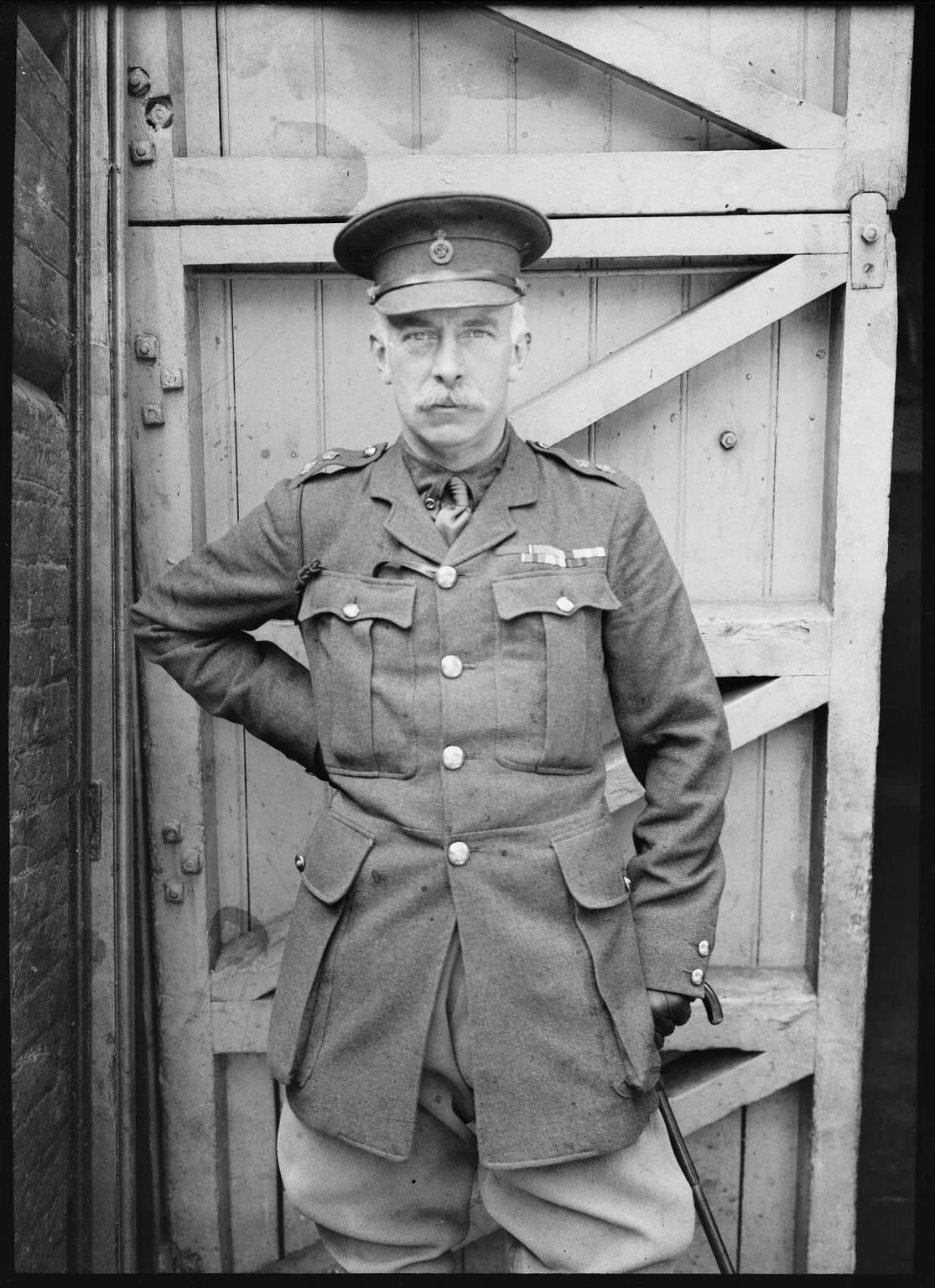
Adolphus Cambridge, entre 1900 et 1925